# Heteropoda nagarigoon
Heteropoda nagarigoon là một loài nhện trong họ Sparassidae.
Loài này thuộc chi Heteropoda. Heteropoda nagarigoon được Hugh Davies miêu tả năm 1994.